# Лопес, Александер
Александер Агустин Лопес Родригес (исп. Alexander Agustín López Rodríguez; 5 июня 1992, Тегусигальпа, Гондурас) — гондурасский футболист, атакующий полузащитник клуба «Оланчо» и сборной Гондураса. Участник Олимпийских игр 2012 года.

## Клубная карьера

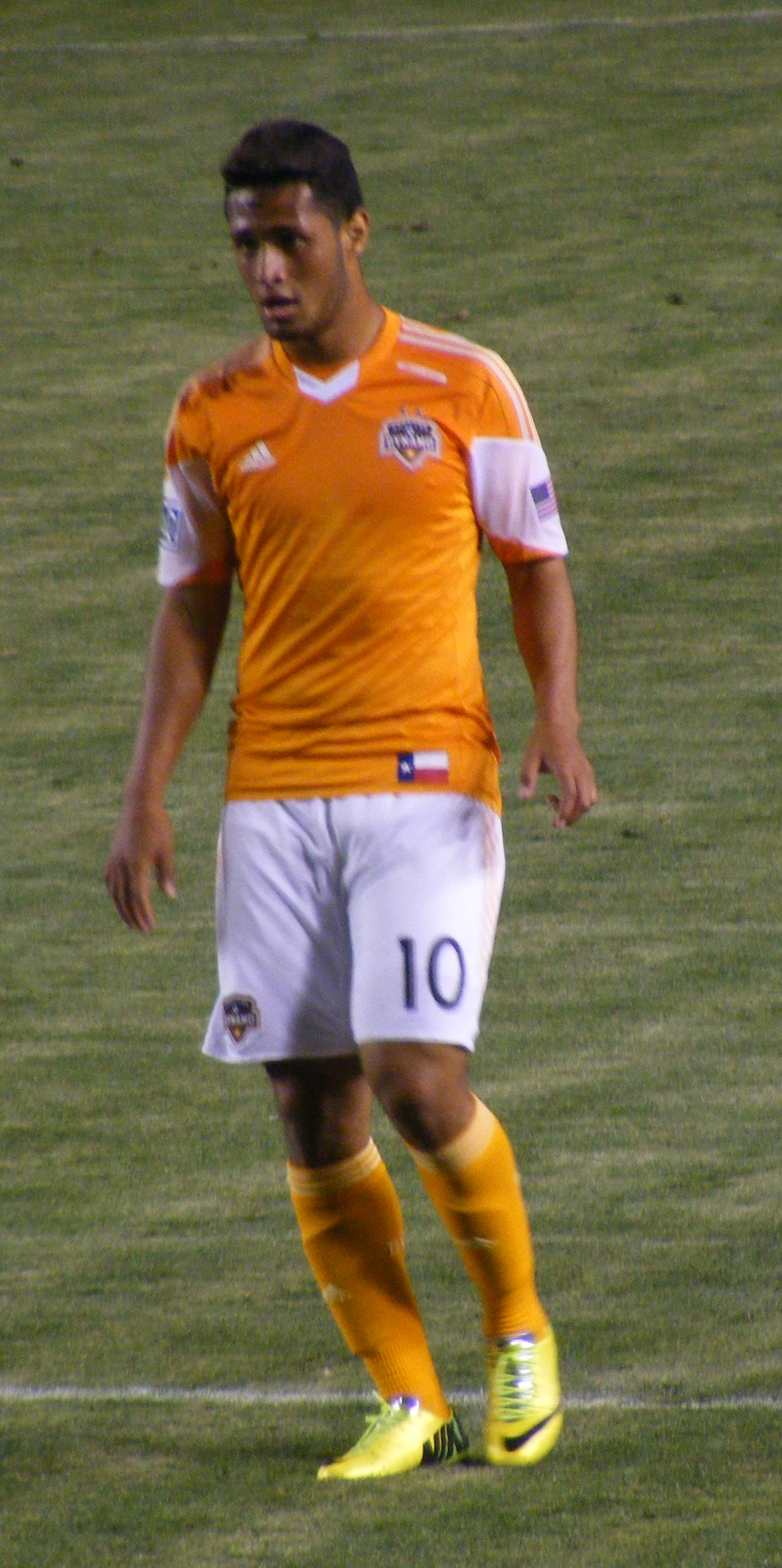
Лопес в составе «Хьюстон Динамо»

Лопес — воспитанник клуба «Олимпия» из своего родного города. 9 августа 2010 года в матче против «Испано» он дебютировал в чемпионате Гондураса. В этом же поединке Александер забил свой первый гол за команду.
В 2012 году после удачного выступления на Олимпийских играх в Лондоне к Лопесу проявляли интерес норвежский «Русенборг» и английский «Уиган Атлетик», но Александер остался в «Олимпии» ещё на сезон.
Летом 2013 года Лопес перешёл в американский «Хьюстон Динамо», подписав контракт на четыре года. Сумма трансфера составила 212 тыс. долларов. 25 августа в матче против «Монреаль Импакт» он дебютировал в MLS. 9 сентября в поединке против «Нью-Йорк Ред Буллз» Александер отдал голевую передачу на Джейсона Джонсона, рабоной на 30 метров. Несмотря на отличную технику и индивидуальное мастерство Лопес не смог до конца адаптироваться в США и растерял форму. В первом сезоне он провёл всего два матча. 12 июня 2014 года в матче Кубка Ламара Ханта против «Ларедо Хит» Александер забил свой первый гол за «Хьюстон».
В начале 2016 года Лопес вернулся в «Олимпию», но уже через полгода перешёл в аравийский «Аль-Халидж». 12 августа в матче против «Аль-Фейсали» он дебютировал в чемпионате Саудовской Аравии. В этом же поединке Александер забил свой первый гол за новую команду. В начале 2017 года Лопес в третий раз вернулся в «Олимпию». В начале 2018 года Александер перешёл в коста-риканский «Алахуэленсе». 19 января в матче против «Перес-Селедона» он дебютировал в чемпионате Коста-Рики.

## Международная карьера
13 октября 2010 года в товарищеском матче против сборной Гватемалы Лопес дебютировал за сборную Гондураса.
Летом 2012 года Александер был включён в заявку национальной команды на поездку в Лондон на Олимпийские игры. На турнире он принял участие в трех матчах против команд Марокко, Японии и Бразилии.
В 2013 году Лопес принял участие в розыгрыше Золотого кубка КОНКАКАФ. На турнире он сыграл во всех матчах турнира против сборных Гаити, Сальвадора, США, Коста-Рики и Тринидада и Тобаго.
В начале 2017 года Лопес стал победителем Центральноамериканского кубка. На турнире он сыграл в матче против сборных Сальвадора. В том же году в составе сборной Александер принял участие в розыгрыше Золотого кубка КОНКАКАФ. На турнире он сыграл в матче против команд Коста-Рики, Французской Гвианы и Мексики.
В 2019 году Лопес был включён в состав сборной Гондураса на Золотой кубок КОНКАКАФ.
В 2021 году Лопес был включён в состав сборной Гондураса на Золотой кубок КОНКАКАФ.
В 2023 году Лопес был включён в состав сборной Гондураса на Золотой кубок КОНКАКАФ.

## Достижения
Командные
 «Олимпия»
- Победитель Лиги КОНКАКАФ: 2017

 «Алахуэленсе»
- Чемпион Коста-Рики: апертура 2020
- Победитель Лиги КОНКАКАФ: 2020

 Гондурас
- Обладатель Центральноамериканского кубка: 2017

Личные
- Член символической сборной Лиги КОНКАКАФ: 2017
- Лучший игрок Лиги КОНКАКАФ: 2020